# Джоджо Офърман
Джозан Алекси Оферман (родена на 10 март 1994) е американска говорителка на ринга, придружителка, професионална кечистка и певица.
Подписала е с WWE под сценичното име Джоджо. Тя е част от реалити телевизионното шоу по E! Network Тотал Дивас по време на първия сезон, който се излъчваше през 2013.

## В кеча
- Ключови ходове
  - Arm drag[3]
  - Версии на тушове
    - Schoolgirl, понякога от ъгъла[4][5][3]
    - Sunset flip[3]
    - Превъртане[5][3]
- Придружавайки
  - Тотал Дивас (Ива Мари, Наталия, Бри Бела, Ники Бела, Наоми и Камерън)[6][7]
- Входни песни
  - Somebody Call My Momma на Джим Джонстън[8] (20 ноември 2013)
  - Top of the World на CFO$[9] (24 ноември 2013 – 29 декември 2013; използвана като част от „Тотал Дивас“)

## Титли и отличия
- Wrestling Observer Newsletter
  - Най-лошия мач на годината (2013) – с Бри Бела, Камерън, Ива Мари, Наоми, Наталия и Ники Бела срещу Ей Джей Лий, Аксана, Алиша Фокс, Кейтлин, Роса Мендес, Съмър Рей и Тамина Снука на Сървайвър[10]